# 情敵
情敵即愛情對手，雖然名為「敵」，但未必互相或單方面存有敵意。情敵是愛情小說、情歌及電影、電視劇常新的戲劇元素。 
在某些社會文化中，愛情是「二人世界」，不容有第三者，否則稱為三角戀愛，愛情對手可能互相稱對方是情敵。
如果情敵有暴力傾向、精神病、情緒不穩定、佔有慾強、霸道，則可能令自己或情人受到身體或精神的傷害。

## 相關
- 二奶
- 小白臉
- 劈腿族
- 外遇
- 通姦
- 敵人